# Sitio del Patrimonio Industrial de Rjukan-Notodden
El Sitio del Patrimonio Industrial de Rjukan-Notodden es un Sitio del Patrimonio Mundial en el condado de Vestfold y Telemark, Noruega, creado para proteger el paisaje industrial alrededor del lago Heddalsvatnet y el valle de Vestfjorddalen. El paisaje se centra en la planta construida por la empresa Norsk Hydro para producir fertilizante de nitrato de calcio a partir de nitrógeno atmosférico mediante el proceso Birkeland-Eyde. El complejo también incluye centrales hidroeléctricas, ferrocarriles, líneas de transmisión, fábricas y alojamientos para los empleados e instituciones sociales en las ciudades de Notodden y Rjukan.
Este sitio, junto con el sitio del patrimonio industrial Odda - Tyssedal, se incluyó en la lista provisional del Patrimonio Mundial el 19 de junio de 2009. El 5 de julio de 2015, fue incluido en la lista del Patrimonio Mundial bajo los Criterios II y IV con la siguiente descripción del Valor Universal Excepcional:

 

Situado en un paisaje espectacular de montañas, cascadas y valles fluviales, el emplazamiento comprende centrales hidroeléctricas, líneas de transmisión, fábricas, sistemas de transporte y ciudades. El complejo fue creado por la empresa Norsk-Hydro para fabricar fertilizantes artificiales a partir del nitrógeno del aire. Se construyó para satisfacer la creciente demanda de producción agrícola del mundo occidental a principios del siglo XX. Las ciudades de la empresa, Rjukan y Notodden, presentan alojamientos para los trabajadores e instituciones sociales conectadas por ferrocarril y transbordador a los puertos donde se cargaba el fertilizante. El emplazamiento de Rjukan-Notodden manifiesta una excepcional combinación de activos industriales y temas asociados al paisaje natural. Destaca como ejemplo de una nueva industria global a principios del siglo XX.

## Ámbito
El sitio de Rjukan-Notodden se extiende desde el lago de Møsvatn hasta Notodden, abarcando 97 estructuras consideradas culturalmente significativas. Ejemplos notables de estas estructuras son la Línea Rjukan y la Línea Tinnoset, dos ferrocarriles con sus correspondientes transbordadores. Las ciudades-fábrica construidas por Tinfos y Norsk Hydro, que incluyen viviendas y otros edificios urbanos.

## Historia

### El proceso de Birkeland-Eyde
A principios del siglo XX, Noruega pudo aprovechar la disponibilidad geográfica de energía hidroeléctrica barata para iniciar el desarrollo industrial. La región de Telemark, escasamente poblada, pasó de ser una zona principalmente agrícola a un centro industrial, lo que requería un fuerte desarrollo industrial. Para apoyar la expansión agrícola, Noruega necesitaba grandes cantidades de fertilizantes. La solución habitual era el nitrato de sodio, que se extraía mediante la minería.
El principal componente industrial del sitio de Rjukan-Notodden son las instalaciones creadas para producir fertilizantes mediante la fijación de nitrógeno . El proceso Birkeland-Eyde, llamado así por el científico Kristian Birkeland (1867-1917) y el magnate de la industria Sam Eyde (1866-1940), permitió que el nitrato destinado a fertilizante se produjera a escala industrial. Utilizaba un arco eléctrico para crear óxido nítrico a través del calor. El proceso se probó inicialmente en la Real Universidad de Frederick, ahora llamada Universidad de Oslo.

#### Desarrollo del proceso

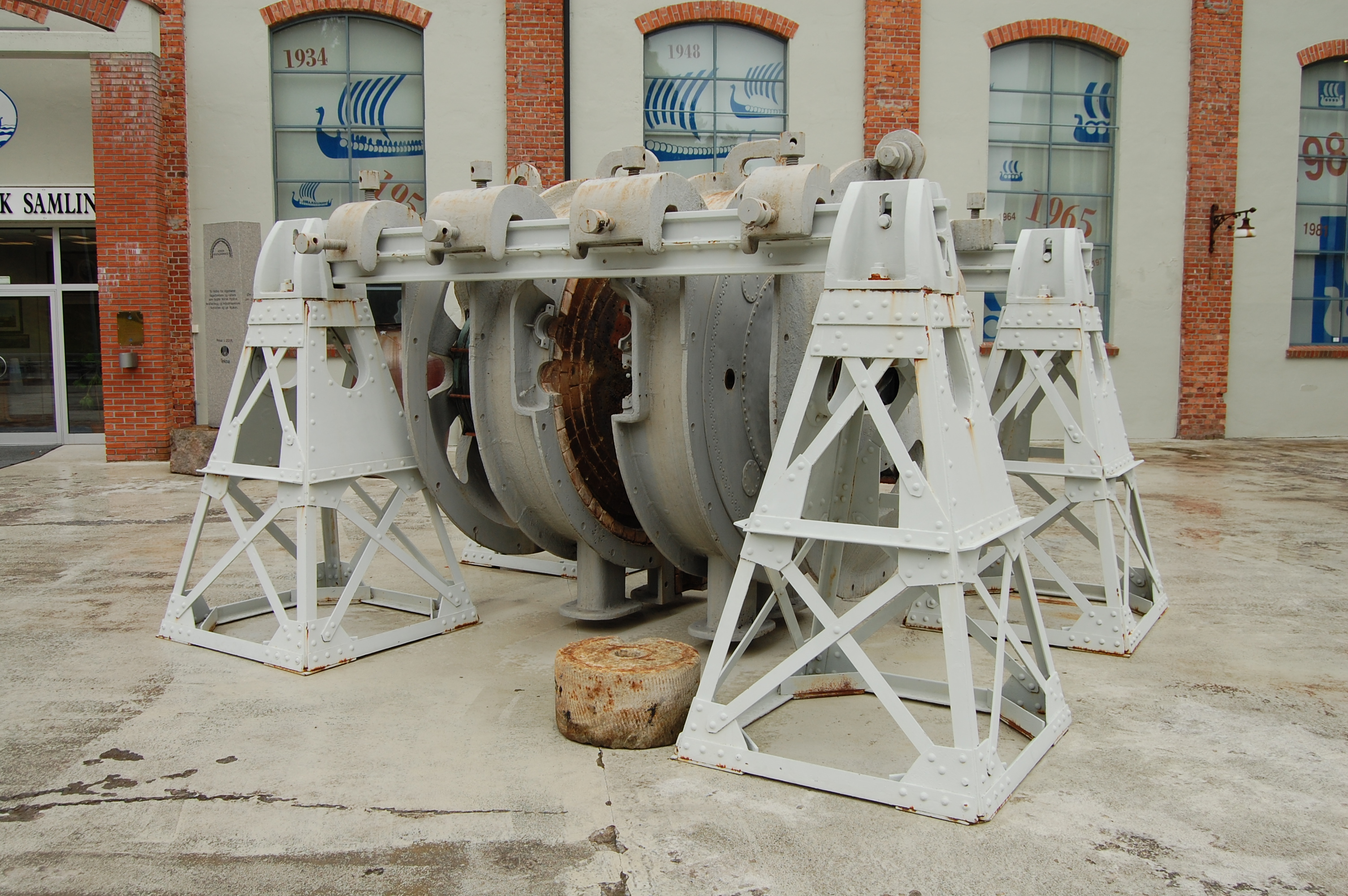
El único horno de arco Vassmoen sobreviviente utilizado para el proceso Birkeland-Eyde, construido c. 1905.

Cuando la capacidad de producción de energía de la Royal Frederick University resultó insuficiente, los experimentos se trasladaron a un almacén en Kristiania. En octubre de 1903, los experimentos se trasladaron nuevamente a la estación de pruebas de Ankerløkken en Maridalen, donde podían recibir energía directamente de la central hidroeléctrica de Hammeren. El último traslado de la fase experimental fue a Vassmoen, cerca de Arendal, donde se desarrollaron los primeros hornos de arco con capacidad industrial. Tras su finalización, el proceso fue presentado por Otto Witt en la Universidad Técnica de Berlín el 18 de noviembre de 1905. El 5 de diciembre de 1905, Kristian Birkeland pronunció una conferencia sobre el proceso en la Academia Noruega de Ciencias y Letras, mientras que Sam Eyde lo hizo en la Sociedad Politécnica Noruega.

### El traslado a Notodden

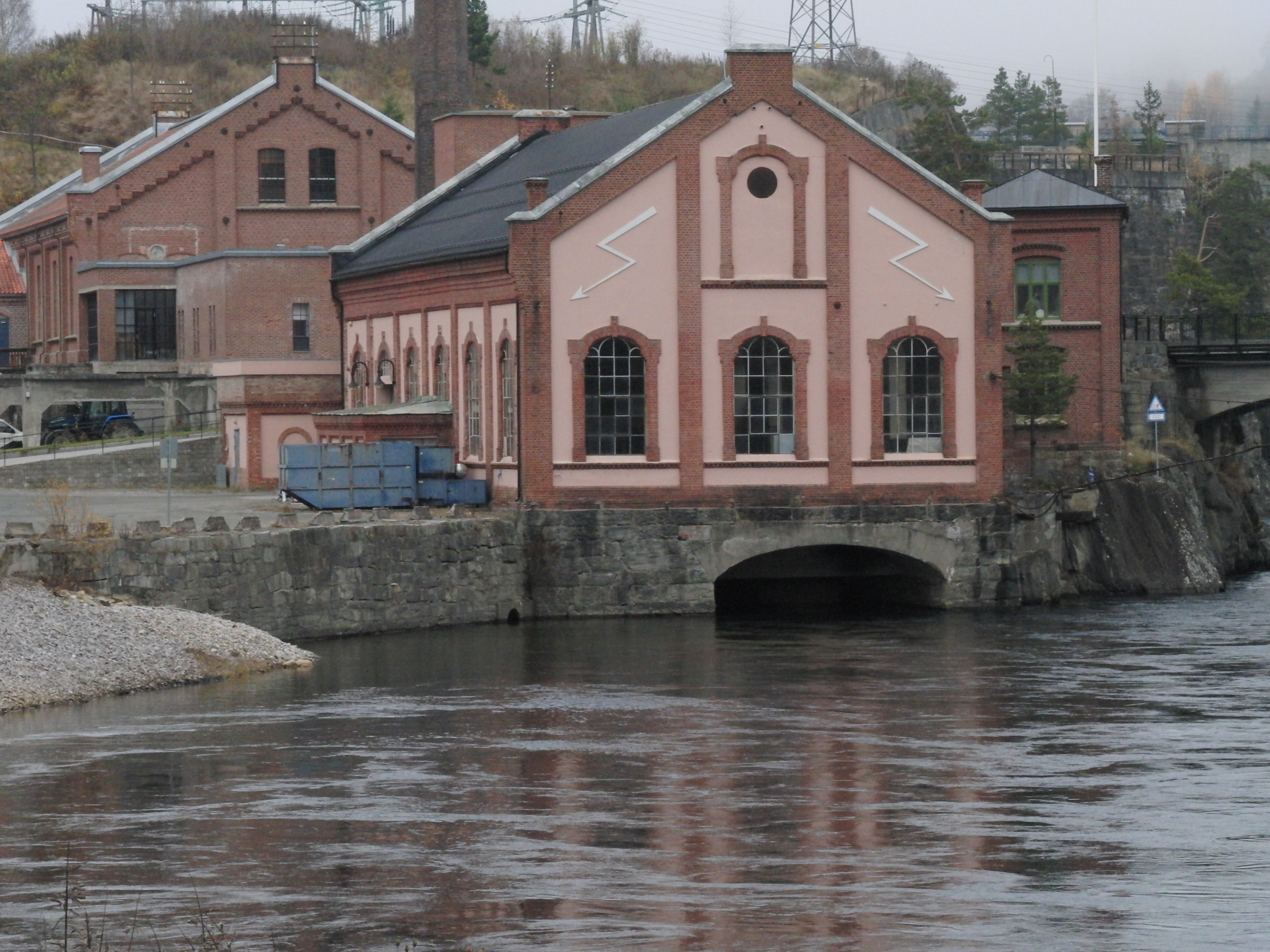
Central hidroeléctrica Tinfos I en Notodden, Noruega.

Tras crear un proceso adecuado, Birkeland y Eyde fundaron Norsk Hydro-Elektrisk Kvælstofaktieselskab (lit. Norwegian Hydroelectric Nitrogen Share-Company) para comercializarlo. Esta empresa fue parcialmente financiada por los Wallenberg, una influyente familia sueca. Norsk Hydro también celebró un acuerdo con Banque de Paris et des Pays-Bas SA en 1905.
Cuando Norsk Hydro consiguió la financiación, algunos de los hornos de arco de Birkeland ya estaban presentes en las instalaciones de Notodden, alimentados por la central hidroeléctrica Tinfos I. Esta central estaba alquilada a la empresa Tinfos AS. Los investigadores trasladaron el horno de arco de Vassmoen a las instalaciones de Notodden para comprobar el efecto de la energía eléctrica en el rendimiento del fertilizante. Tras determinar qué tipo de horno era el más adecuado para la producción en serie, la anterior empresa de Eyde, Elkem, se hizo cargo de la fábrica.

### Svælgfos I y II

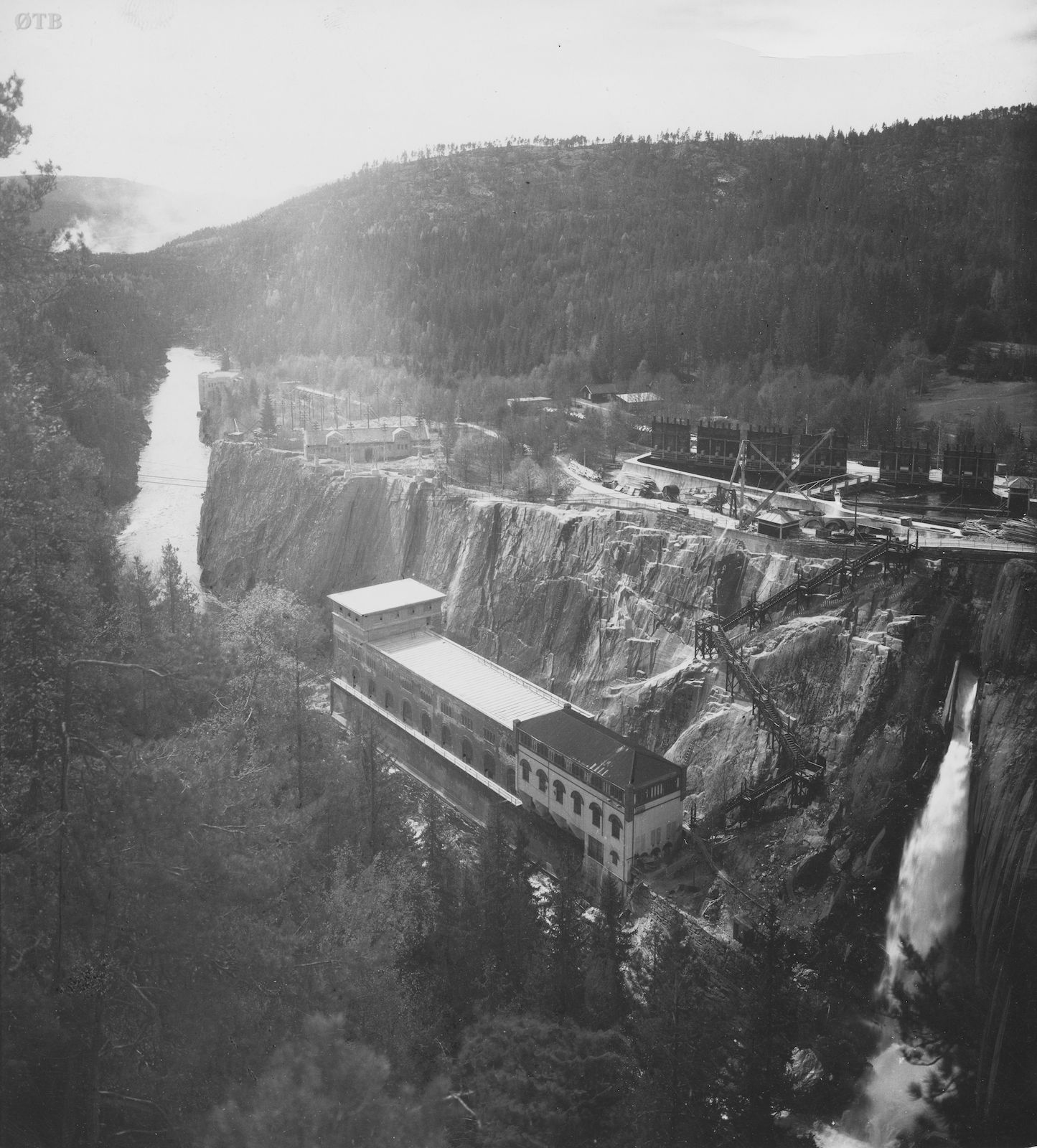
Central hidroeléctrica Svælgfos I en Notodden, Noruega

Entre 1906 y 1907 se hicieron los preparativos para ampliar la producción, lo que requería más energía. Norsk Hydro pudo entonces construir su propia central en la cascada de Svelgfossen, conocida como Svælgfos I. El exceso de caudal disponible permitió la construcción de una central de reserva, Svælgfos II. Svælgfos I fue la segunda central hidroeléctrica más grande del mundo en su momento, después de la central de Edward Dean Adams en las cataratas del Niágara. En los primeros años de la central, las paradas de la planta eran frecuentes debido a que los generadores se quemaban. En consecuencia, se consultó a ingenieros eléctricos con experiencia en generadores en París, Hamburgo y México. Estas personas eran algunas de las únicas en el mundo que tenían experiencia en centrales eléctricas de tamaño comparable. Se determinó que los problemas experimentados por las plantas de Svælgfos se debían a que los materiales de aislamiento se quemaban a altas temperaturas debido a un error de fabricación. Se construyó un pararrayos para remediar este fallo. Svælgfos I y II, junto con la central eléctrica de Lienfoss, se fusionaron posteriormente en una central eléctrica que seguía en servicio en mayo de 2020.

### Vemork

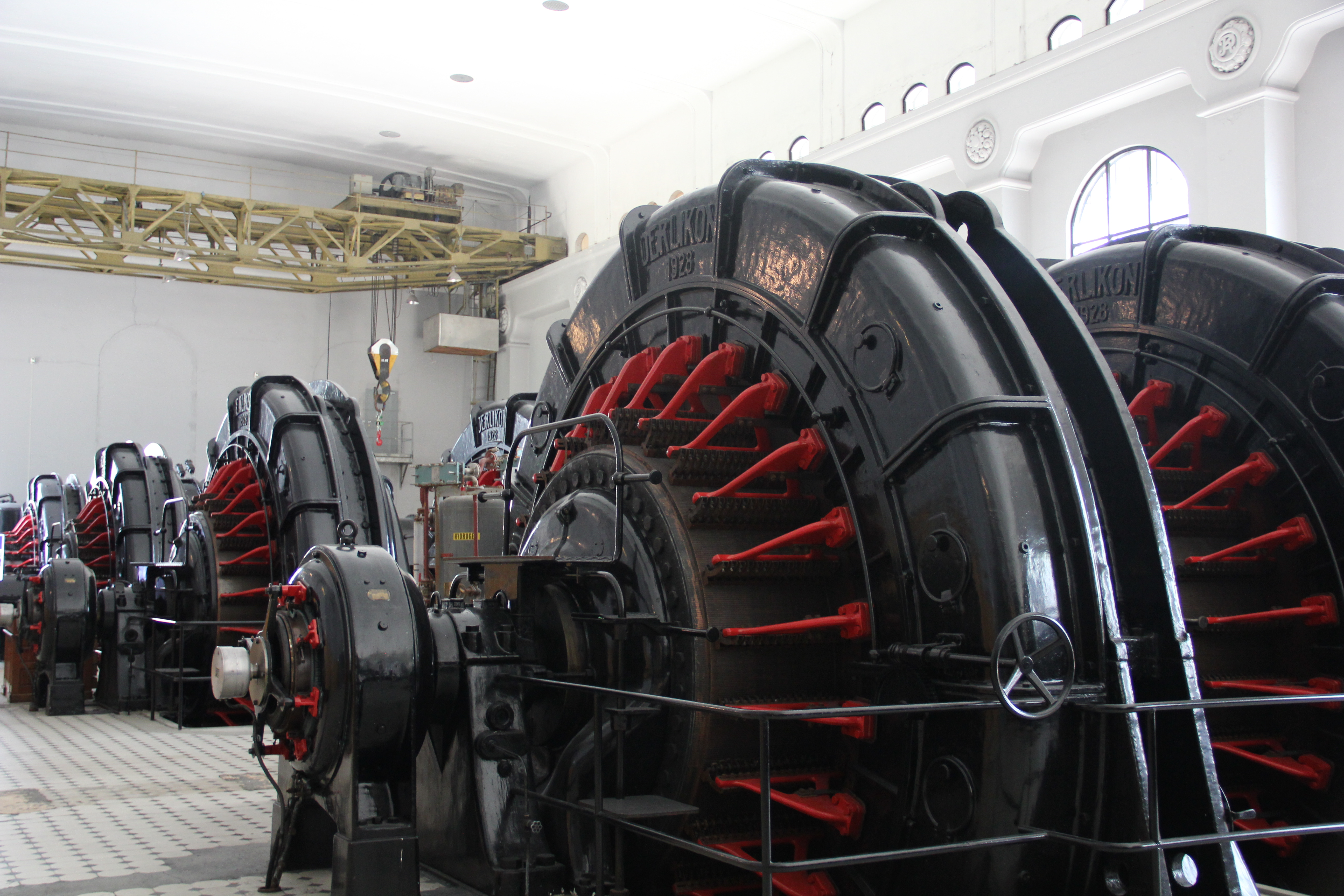
Sala de turbinas en la central eléctrica de Vemork, 2018

La central hidroeléctrica de Vemork fue diseñada por Olaf Nordhagen, con influencia de la arquitectura tradicional noruega. Cuando se terminó en 1911, era la mayor central hidroeléctrica del mundo. Vemork es más famosa por su proximidad a los acontecimientos de la Operación Gunnerside, en la que la cercana planta de hidrógeno conocida como Vannstoffen (lit. Hidrógeno) fue saboteada (debido a su producción de agua pesada utilizada en experimentos atómicos) por un grupo de partisanos noruegos que habían huido inicialmente de la Noruega ocupada por los nazis. En la actualidad, el edificio de la central eléctrica de Vemork alberga el Museo de los Trabajadores Industriales Noruegos, donde aún pueden verse los generadores hidroeléctricos.

## Papel en el desarrollo mundial de fertilizantes
En 1909, Fritz Haber descubrió un nuevo proceso para producir fertilizantes a base de nitrógeno. En colaboración con la empresa química alemana BASF, Carl Bosch se encargó de aplicar este proceso a escala comercial. En 1913, Norsk Hydro tuvo la opción de licenciar el proceso Haber-Bosch, pero decidió no hacerlo. En 1920, Norsk Hydro volvió a ser contactada para utilizar el proceso Haber-Bosch, esta vez por el gobierno francés, que lo había obtenido como parte de un acuerdo tras la Primera Guerra Mundial. Este intento fracasó y el proyecto se paralizó en 1924. En su lugar, Norsk Hydro intentó desarrollar una alternativa viable al método Haber-Bosch que utilizara una menor presión para producir amoníaco. Este intento fracasó y el proyecto se paralizó en 1924. Norsk Hydro acabó cambiando al proceso Haber-Bosch en 1927, en colaboración con IG Farben. En la década de 1930, las plantas volvieron a cambiar al proceso Odda.